# Natalie (Natalie Cole)
| Recensione       | Giudizio |
| ---------------- | -------- |
| AllMusic         | [ 2 ]    |
| Robert Christgau | C+       |

Natalie è il secondo album discografico solistico della cantante statunitense Natalie Cole, pubblicato dalla casa discografica Capitol Records nell'aprile del 1976.
L'album si classificò al terzo posto delle classifiche di Rhythm & Blues ed al tredicesimo posto nelle chart The Billboard 200, mentre i singoli tratti dall'LP: Mr. Melody (#3 R&B Singles - #49 The Billboard Hot 100) e Sophisticated Lady (She's a Different Lady) (#1 R&B Singles e #25 The Billboard Hot 100) consacrarono definitivamente la cantante.
L'album ricevette la certificazione di disco d'oro dalla RIAA il 1º luglio 1976.

## Tracce
Lato A
1. Mr. Melody – 3:07 (Chuck Jackson, Marvin Yancy)
2. Heaven Is with You – 4:17 (Chuck Jackson, Marvin Yancy)
3. Sophisticated Lady (She's a Different Lady) – 3:27 (Chuck Jackson, Marvin Yancy, Natalie Cole)
4. No Plans for the Future – 3:12 (Chuck Jackson, Marvin Yancy)
5. Can We Get Together Again – 3:12 (Chuck Jackson, Marvin Yancy)

Lato B
1. Keep Smiling – 2:55 (Chuck Jackson, Marvin Yancy)
2. Good Morning Heartache – 4:19 (Irene Higginbotham, Ervin Drake, Dan Fisher)
3. Not Like Mine – 2:49 (Chuck Jackson, Marvin Yancy, Natalie Cole)
4. Touch Me – 4:14 (Chuck Jackson, Marvin Yancy)
5. Hard to Get Along – 2:45 (Chuck Jackson, Marvin Yancy)

## Musicisti
- Natalie Cole - voce, accompagnamento vocale
- Cash McCall - chitarra
- Tennyson Stephens - tastiere
- Marvin Yancy - tastiere
- Joseph Scott - chitarra basso
- Quinton Joseph - batteria
- Master Henry Gibson - percussioni
- Chuck Jackson - percussioni

Note aggiuntive
- Chuck Jackson e Marvin Yancy - produttori
- Gene Barge e Richard Evans - produttori (solo brano: Sophisticated Lady (She's a Different Lady))
- Larkin Arnold - produttore esecutivo
- Registrato al Curtom Studios di Chicago, Illinois
- Roger Anfinsen e Fred Breitberg - ingegneri delle registrazioni
- Masterizzato al Capitol Studios da Wally Traugott
- Richard Evans - arrangiamenti (brani: Mr. Melody, Heaven Is with You e Good Morning Heartache)
- Gene Barge, Chuck Jackson e Marvin Yancy - arrangiamenti (brani: Touch Me e Hard to Get Along)
- Richard Evans, Gene Barge, Chuck Jackson e Marvin Yancy - (brano: Sophisticated Lady (She's a Different Lady))
- Gene Barge - arrangiamenti (brani: Keep Smiling e Not Like Mine)
- Richard Evans e Marvin Yancy - arrangiamenti (brano: No Plans for the Future)
- Richard Evans, Chuck Jackson e Marvin Yancy - arrangiamenti (brano: Can We Get Together Again)
- Roy Kohara - art direction
- Charles W. Bush - fotografia
- Kevin Hunter - personal management
- Janice Williams - spiritual advisor[5]